# Limenitis theaena
Limenitis theaena är en fjärilsart som beskrevs av Hans Fruhstorfer 1915. Limenitis theaena ingår i släktet Limenitis och familjen praktfjärilar. Inga underarter finns listade i Catalogue of Life.